# عصام سليمان
عصام سليمان (1948-17 يوليو 2002) مُمثل سوري، ولد في حلب عام 1948، عرف في الوسط الفني باسم (بهلول)، بدأ حياته الفنية في المسرح العسكري بدمشق، ولكن شهرته أتت من خلال أداء شخصية (بهلول) في الثمانينات، والتي قام بأدائها في عدة أعمال منها (البناء 22، وَبهلول، وَالقبضاي بهلول، مزاد علني)، شارك بعدها في عدة أعمال منها عيلة سبع نجوم وكان آخرها مسلسل (يوميات فهمان) عام 2002، قبل أن يصُيبه مَرض السرطان، وافته المنية في 17 يوليو عام 2002.